# John Tarleton (traficante de esclavos)
John Tarleton (Liverpool; 6 de marzo de 1719 - Liverpool; 1 de septiembre de 1773) fue un comerciante británico y alcalde de Liverpool.

## Vida
Tarleton era hijo del comerciante Thomas Tarleton y, por lo tanto, bisnieto del comerciante inglés Edward Tarleton.   Siguió los pasos de su padre y también se dedicó activamente como comerciante. Su atención principal se centró en África y las Indias Occidentales. A medida que aumentó la necesidad de mano de obra en el cultivo de la caña de azúcar, Tarleton se convirtió también en propietario de varios barcos de esclavos, incluidos el Swan, el Tarleton en la década de 1750 y el John en la década de 1760. Durante la década de 1750 Tarleton comerció principalmente con las islas de Barlovento, especialmente con Antigua. Después de la guerra de los Siete Años él amplió sus actividades en Jamaica. 
Entre 1748 y 1773, la riqueza estimada de Tarleton aumentó de 6.000 libras esterlinas a alrededor de 80.000 libras esterlinas. Mientras que en la década de 1750 su fortuna consistía principalmente en barcos y bienes como la caña de azúcar, en el momento de su muerte poseía tierras en el Caribe, pero también en Inglaterra, donde compró en 1770 Aigburth Hall, la antigua casa familiar de sus antepasados, las cuales hasta entonces se convirtieron en un tercio de su fortuna de entonces. Gracias a su éxito económico, los Tarleton se convirtieron en una de las familias de comerciantes de Liverpool más respetadas en la segunda mitad del siglo XVIII.
De acuerdo con este papel, Tarleton fue concejal del Ayuntamiento de Liverpool y ocupó el cargo de alcalde de la ciudad de 1764 a 1765. Su bisabuelo y su hijo Edward ya habían ocupado este cargo en el pasado. En 1767, algunos de los comerciantes más influyentes de la ciudad se acercaron a él para pedirle a que se presentase como candidato para un escaño en la Cámara de los Comunes por el distrito electoral de Liverpool. Sin embargo, Tarleton se negó a presentarse.
El 25 de junio de 1751 Tarleton se casó con Jane Parker († 23 de mayo de 1797), El matrimonio produjo 5 hijos  entre ellos Banastre, John y Clayton Tarleton, y además una hija. El almirante británico John Walter Tarleton es nieto de su hijo Thomas.